# 纤细山莓草
纤细山莓草（学名：Sibbaldia tenuis）是蔷薇科山莓草属的植物，为中国的特有植物。分布于中国大陆的甘肃省、青海省、四川省等地，生长于海拔2,500米至3,600米的地区，多生长在沟谷和云杉林火烧迹地，目前尚未由人工引种栽培。